# Liste der Steinkreuze im Landkreis Tirschenreuth
In dieser Liste der Steinkreuze im Landkreis Tirschenreuth sind die Steinkreuze (Sühnekreuze, Kreuzsteine etc.) im Landkreis Tirschenreuth in der Oberpfalz, Bayern aufgelistet. Diese Liste erhebt keinen Anspruch auf Vollständigkeit.
| Gemeinde, Ortsteil                 | Lage                                                                                             | Objekt                                        | Beschreibung                                                                                             | Akten-Nr.     | Bild                              |
| ---------------------------------- | ------------------------------------------------------------------------------------------------ | --------------------------------------------- | --- | ------------- | --------------------------------- |
| Erbendorf, Erbendorf               | Wetzldorfer Straße, Thanner Straße (Standort)                                                    | Zwei Steinkreuze                              | Bezeichnet mit „1687“; an der Ecke Thanner Straße                                                        | D-3-77-116-22 | BW                                |
| Erbendorf, Wildenreuth             | Nähe Wildenreuth 1 (Standort)                                                                    | Steinkreuz                                    | Granit, 17./18. Jahrhundert oder älter                                                                   | D-3-77-116-42 | BW                                |
| Krummennaab, Steinbühl             | Grillenbühl (Standort)                                                                           | Steinkreuz mit Relief einer Pflugschar        | Granit, vermutlich 1680                                                                                  | D-3-77-132-14 | BW                                |
| Leonberg (Oberpfalz), Leonberg     | Am Kirchweg nach Großensees (Standort)                                                           | Steinkreuz                                    | Granit, wohl 17. Jahrhundert; am Kirchweg nach Großensees                                                | D-3-77-137-4  | BW                                |
| Leonberg (Oberpfalz), Leonberg     | Lange Äcker, an der Straße nach Hofteich (Standort)                                              | Steinkreuz                                    | Wohl 17. Jahrhundert                                                                                     | D-3-77-137-5  | BW                                |
| Leonberg (Oberpfalz), Pfaffenreuth | Beiderseits der Straße nach Waldsassen, Kr TIR 22 (Standort)                                     | Drei Steinkreuze                              | Wohl 17. Jahrhundert                                                                                     | D-3-77-137-13 | weitere Bilder \| Fotos hochladen |
| Mähring, Mähring                   | an der Staatsstraße 2175 Mähring-Neualbenreuth (Standort)                                        | Steinkreuz                                    | Wohl spätmittelalterlich                                                                                 | D-3-77-139-15 | BW                                |
| Mähring, Griesbach                 | Von Griesbach nach Ziegelhütte (Standort)                                                        | Steinkreuz                                    | Wohl mittelalterlich                                                                                     | D-3-77-139-26 | BW                                |
| Mitterteich, Pleußen               | Nähe Im Dorf (Standort)                                                                          | Steinkreuz                                    | Wohl 17. Jahrhundert; versetzt an den nordwestlichen Ortsrand                                            | D-3-77-141-12 | BW                                |
| Neualbenreuth, Buchgütl            | Pfaffenreuth, an der Straße nach Altmugl (Standort)                                              | Zwei Steinkreuze                              | Eines als Fragment, Granit, wohl spätmittelalterlich                                                     | D-3-77-142-34 | BW                                |
| Plößberg, Schönkirch               | Waldweg 1 (Standort)                                                                             | Säulenbildstock mit Laterne, zwei Steinkreuze | Granit, 18. Jahrhundert, zwei Steinkreuze, Granit, 18. Jahrhundert oder älter; den Bildstock flankierend | D-3-77-146-36 | weitere Bilder \| Fotos hochladen |
| Plößberg, Wildenau                 | Nähe Plößberger Straße (Standort)                                                                | Steinkreuz                                    | Granit                                                                                                   | D-3-77-146-47 | BW                                |
| Tirschenreuth, Rosall              | Am Weg zur Hendlmühle (Standort)                                                                 | Steinkreuz mit eingeritzter Figur             | 18. Jahrhundert oder älter                                                                               | D-3-77-154-66 | BW                                |
| Tirschenreuth, Wondreb             | Marterweg; Pfarrfelder, am Weg nach Klenau (Standort)                                            | Steinkreuz                                    | Granit                                                                                                   | D-3-77-154-76 | BW                                |
| Tirschenreuth, Ziegelhütte         | Kleine Zelch (Standort)                                                                          | Steinkreuz                                    | 18. Jahrhundert oder älter; am Beierlbühl, zugehörig zu Haus Nr. 3 a                                     | D-3-77-154-79 | BW                                |
| Waldsassen, Waldsassen             | Mitterteicher Straße, bei Haus Nummer 38 an der Einmündung des Kondrauer Quellenweges (Standort) | Blechkruzifix mit Mater dolorosa, Steinkreuz  | Spätes 19. Jahrhundert, großes Steinkreuz, mittelalterlich                                               | D-3-77-158-24 | weitere Bilder \| Fotos hochladen |
| Waldsassen, Kondrau                | An der Straße nach Waldsassen (Standort)                                                         | Zwei Steinkreuze                              | Aus Granit                                                                                               | D-3-77-158-74 | weitere Bilder \| Fotos hochladen |
| Wiesau, Wiesau                     | Nähe Schönfelder Straße (Standort)                                                               | Zwei Steinkreuze                              | 18. Jahrhundert oder älter                                                                               | D-3-77-159-5  | BW                                |
| Wiesau, Wiesau                     | Wilhelm-Maurer-Weg 2 (Standort)                                                                  | Steinkreuz                                    | 18. Jahrhundert oder älter                                                                               | D-3-77-159-7  | BW                                |